# Basilika von Candelaria
Die Basílica de Nuestra Señora de Candelaria („Basilika Unserer Lieben Frau von Candelaria“), auch Basílica de la Virgen de Candelaria, liegt in der Gemeinde Candelaria etwa 20 Kilometer südlich von Santa Cruz de Tenerife am Meer. Die Wallfahrtskirche wurde für das Gnadenbild der Jungfrau von Candelaria errichtet. Im Jahr 2011 wurde der Kirche der Titel einer Basilica minor verliehen. Das Gebäude ist in das Registro de Bienes de Interés Cultural (Verzeichnis der spanischen Kulturgüter) eingetragen und die größte der Jungfrau Maria geweihte Kirche der Kanarischen Inseln. Der Schrein wird jährlich von 2,5 Millionen Pilgern und Touristen besucht.

## Vorgängerkirchen
Das Gnadenbild der Jungfrau von Candelaria wurde vermutlich um das Jahr 1400 am Strand von Chimisay (heute Socorro) etwa vier Kilometer südlich der heutigen Basilika gefunden. Der Mencey („Stammesfürst“) von Güímar brachte es in seine Höhle im Barranco de Chinguaro. Etwa 50 Jahre später errichtete der Überlieferung zufolge ein christlicher Guanche eine Verehrungsstätte in der Höhle Achbinico (heute die Höhle des hl. Blasius). Nach der Eroberung der Insel Teneriffa durch die Truppen der Königin Isabella I. von Kastilien nahm der Adelantado Alonso Fernández de Lugo am 2. Februar 1497, dem Fest der Darstellung des Herrn mit seinen Leuten an einer Heiligen Messe in der Höhle teil, bei der eine große Anzahl von Guanchen getauft wurde. Daraufhin wurde in der Kirche ein Altar errichtet.
In den folgenden Jahren wurde in der Nähe der Höhle auf dem Grundstück der heutigen Basilika eine Kapelle gebaut, die nach der Übertragung des Gnadenbildes dorthin am Fest der Darstellung des Herrn 1526 geweiht wurde. Im Jahr 1530 übernahmen Dominikaner die Kapelle und das Gnadenbild in ihre Obhut. Sie erbauten neben der Kapelle ein Kloster. 1596 erklärte sich König Philipp II. zum Schirmherrn des Bildnisses der Jungfrau von Candelaria und der Kapelle.
Als im Jahr 1669 an der Stelle der Kapelle eine neue Kirche errichtet wurde, verehrte man die Heiligenfigur vorübergehend wieder in der Höhle des heiligen Blasius. Am 2. Februar 1672 wurde die neue dreischiffige Basilika geweiht. Als das Gebäude am 15. Februar 1789 abbrannte, wurde das Gnadenbild in die 15 m tiefe, 6 m breite und 5 m hohe Höhle des hl. Blasius zurückgebracht. Um den zahlreichen Pilgern mehr Raum zu bieten, wurde die Höhle durch ein vorgelagertes Gebäude erweitert.
Am 1. Januar 1797 begann der Bau einer neuen Klosterkirche auf dem östlichen Teil des Geländes der abgebrannten Basilika. Nach der Fertigstellung und der Übertragung des Gnadenbilds dorthin im Jahre 1803 begann man mit dem Bau einer weiteren Wallfahrtskirche. Das Vorhaben musste aber im Jahr 1818 wegen Geldmangels abgebrochen werden. Als im Jahr 1826 nach ausgiebigen Regenfällen große Teile des Inventars der Klosterkirche durch die Wassermassen weggespült wurde, die den Barranco de Candelaria hinunterschossen, wurde das Gnadenbild der Jungfrau von Candelaria ins Meer gespült. Eine von dem Bildhauer Fernando Estévez geschaffene Skulptur trat an seine Stelle.
Im Jahr 1928 begann man südlich, oberhalb des Klosters auf dem Cerro de la Magdalena, mit dem Neubau einer Basilika. Die Bauarbeiten wurden aber 1932 eingestellt, da sich das Gelände als nicht geeignet für ein Bauwerk der geplanten Größe erwies. Stattdessen wurde ab 1934 die Arbeit an dem 1818 abgebrochenen Vorhaben neben der Klosterkirche wieder aufgenommen. 1936 wurden auch diese Bauarbeiten wieder eingestellt. Im Jahre 1949 wurden alle Gebäudereste auf dem Grundstück neben der Klosterkirche abgerissen und man errichtete eine Basilika, die 1959 fertiggestellt wurde.

## Die Basilika von 1959

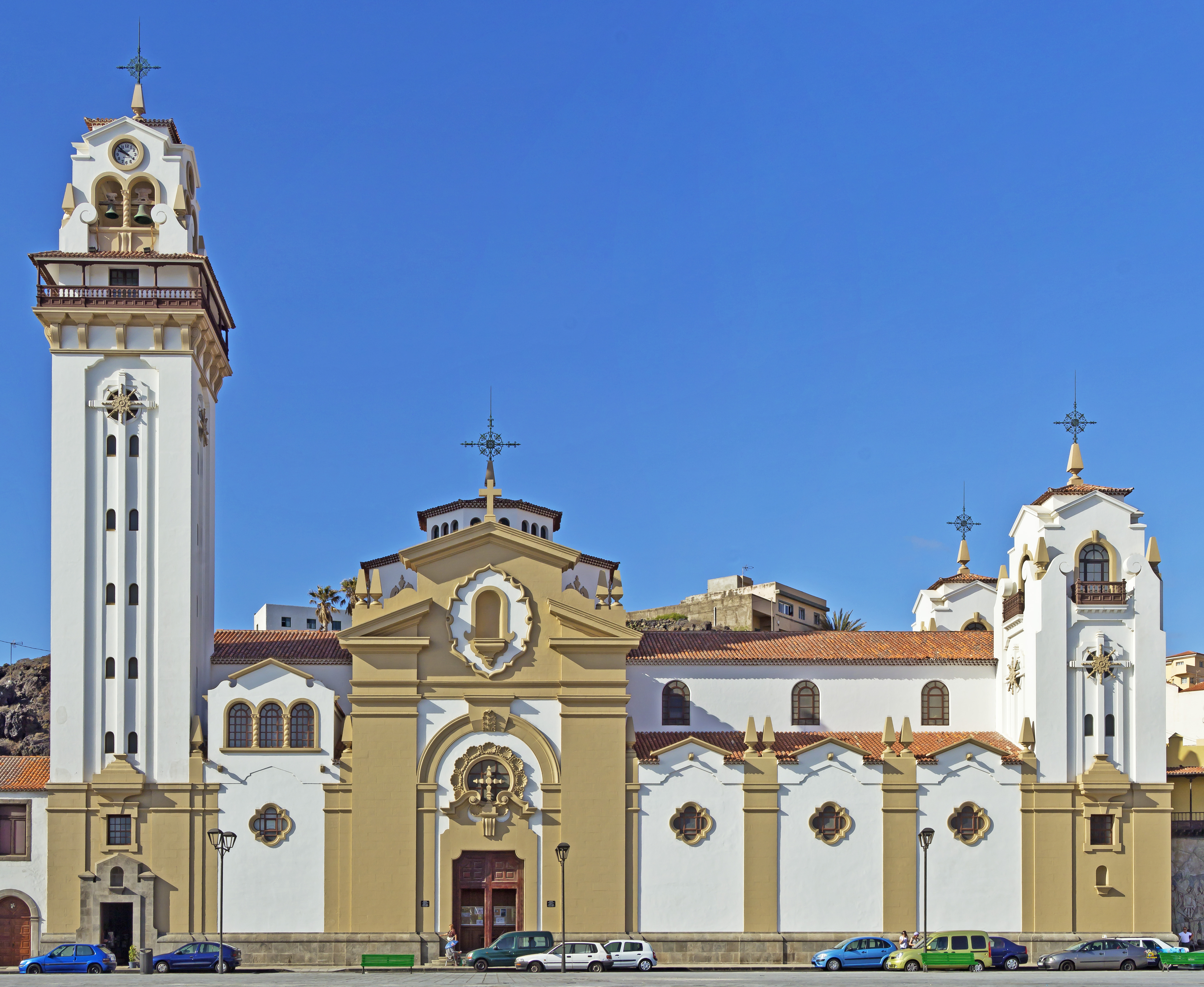
Nordfassade

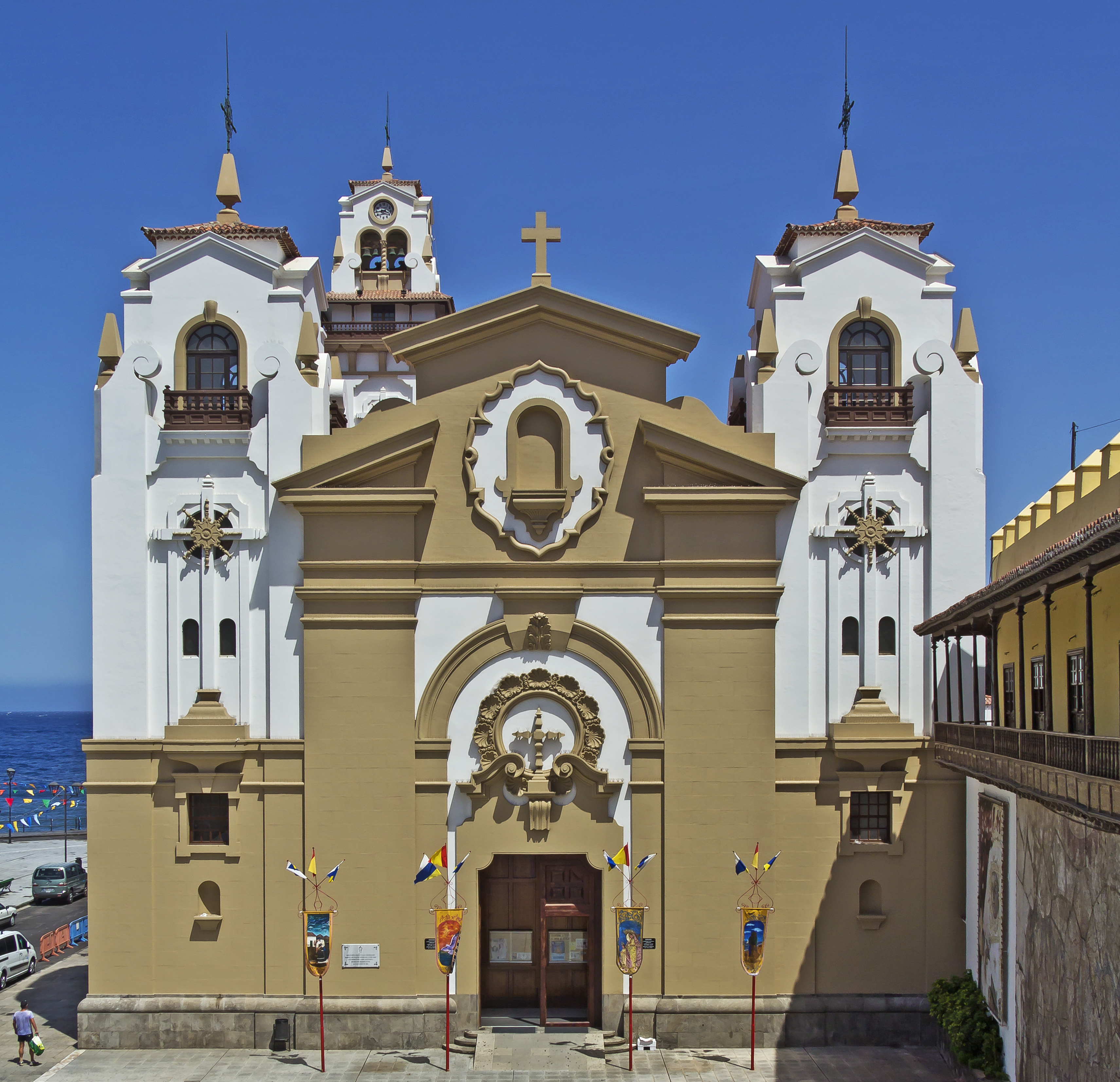
Westfassade

Der aus Güímar stammende Domingo Pérez Cáceres wurde im September 1947 zum Bischof von San Cristóbal de La Laguna geweiht. Er war der erste einheimische Bischof dieser Diözese. Bereits vor seiner Ernennung zum Bischof setzte er sich für den Neubau einer Wallfahrtskirche ein.
Der Architekt José Enrique Marrero Regalado aus Granadilla de Abona wurde mit dem Entwurf der neuen Kirche beauftragt. Die Grundsteinlegung fand am Fest der Darstellung des Herrn 1949 statt. José Enrique Marrero Regalado leitete die Bauarbeiten. Nach seinem Tod im Jahr 1956 übernahm sein Neffe Félix Sáenz Marrero diese Aufgabe.

### Außenansicht
Die zur Plaza de la Patrona de Canarias gerichtete Nordfassade gliedert sich in fünf Bereiche:
- Der 45 m hohen Glockenturm trägt eine Uhr. Auf jeder Seite gibt es zwei Schallöffnungen, die durch eine gewundene Säule getrennt sind. Darunter befindet sich ein umlaufender überdachter  Umgang. Auf allen Seitenflächen des Turms befindet sich ein Kreuz mit einem Strahlenkranz.
- Zwischen dem Glockenturm und dem Seiteneingangsportal ist auf der Höhe des Altars und der Sakristei ein Zwischenstück, mit drei Bogenfenstern im oberen Bereich, die durch gewundene Säulen getrennt werden und einem Vierpassfenster im mittleren Bereich.
- Das Seiteneingangsportal befindet sich auf der Höhe des Querschiffs. Es wird gekrönt durch ein Kreuz über einem Giebel. Darunter befindet sich ein Sprenggiebel, in dessen Mitte eine Bogennische, umgeben von einer elliptischen Umrandung, zu sehen ist. Den mittleren und unteren Teil des Bauelementes bildet ein Halbrundbogen mit einem runden Fenster, das mit einem Kranz aus Muschelformen umrahmt ist.
- Die Außenansicht des Seitenschiffs der Basilika wird durch zwei Pilaster geteilt, die mit jeweils zwei Obelisken abschließen. Die drei Flächen werden oben durch einen Giebel begrenzt. In jeder der drei Flächen gibt es ein Vierpassfenster. Das Hauptschiff ist an den drei Halbrundfenstern des Obergadens zu erkennen. Die Pultdächer der Seitenschiffe sind, wie das Satteldach des Hauptschiffs mit Dachziegeln gedeckt
- Der rechte Eckturm der Nordfassade ist wie sein Gegenüber 35 m hoch. Er hat im oberen Teil ein Bogenfenster und einen nur wenig vorgelagerten Balkon mit einem Holzgitter. Der mittlere Teil des Eckturms zeigt wie der Glockenturm ein Kreuz mit einem Strahlenkranz.

Die Westfassade gliedert sich in drei Bereiche, die beiden Ecktürme und das Eingangsportal. Die Ecktürme entsprechen auf der Westseite dem Aussehen des Eckturms auf der Nordseite. Auch das Aussehen des Hauptportals auf der Westseite entspricht dem Seitenportal auf der Nordseite.
Auf der Südseite der Basilika ist der steile Abhang zum Cerro de la Magdalena, sodass die Kirche von der Südseite her nicht betrachtet werden kann. Auf der Ostseite schließt sich an die Basilika das Dominikanerkloster an.

### Innenraum der Basilika

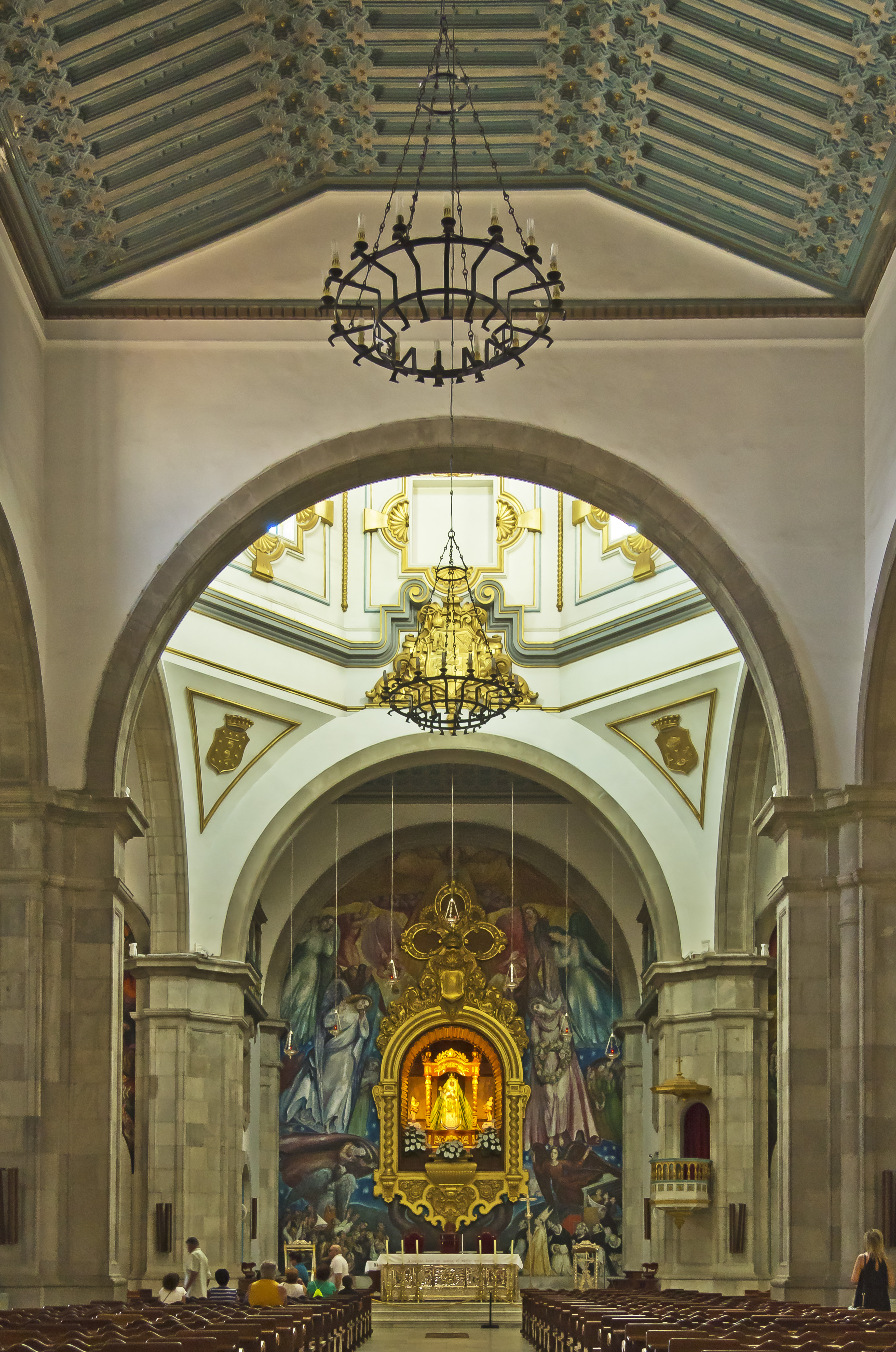
Hauptschiff, Vierung und Altarraum

Die Kirche entspricht dem Bautyp einer dreischiffigen Basilika mit Querschiff, Vierungskuppel und Altarraum. Die Pfeiler zwischen dem Hauptschiff und den Seitenschiffen haben eine kreuzförmige Grundfläche. Sie bestehen aus Stahlbeton und sind bis zum Ansatz der Rundbogen mit Naturstein verkleidet. Die Wandflächen sind verputzt. Der Fußboden besteht aus Marmorplatten. Für die Holzverkleidungen an den Eingängen wurde Tea, das Kernholz der Kanarischen Kiefer verwendet. Die Decken sind mit Stuck überzogen. Die Muster, nicht aber die Farben, entsprechen den traditionellen kanarischen Decken im Mudéjarstil.
Hinter dem Altarraum befindet sich in einer eigenen Kapelle das Gnadenbild der Jungfrau von Candelaria. An hohen Feiertagen und vor Prozessionen wird es unter einem Baldachin im Altarraum aufgestellt. 
Der freistehende Kastenaltar ist mit Platten aus getriebenem Silber verkleidet. Im Altarraum gibt es auf beiden Seiten eine mit Celosías geschlossene Nische. Die Kanzel auf der rechten Seite der Vierung ist durch den Pfeiler zugänglich. 
Die Jungfrau von Candelaria ist die Schutzpatronin der Kanarischen Inseln. Daher sind in der Vierungskuppel in den Zwickeln die Wappen der vier kleinen Kanarischen Inseln, Fuerteventura, Lanzarote, La Gomera und El Hierro angebracht. Die Seitenflächen zeigen die Wappen der drei großen Inseln, La Palma, Gran Canaria und Teneriffa sowie das Wappen des Bischofs Domingo Pérez Cáceres. Die Grabplatte dieses Bischofs ist auch in den Fußboden in der Vierung eingelassen.
An der Kopfseite des linken Seitenschiffs befindet sich der Eingang zu einem Treppenhaus mit einer doppelläufigen Treppe, die zur Kapelle der Jungfrau von Candelaria führt. Zwischen den beiden Treppenläufen steht ein Taufbecken, in dem die ersten Guanchen getauft worden sein sollen. Im ersten Joch am Hauptportal gibt es eine Chorempore.

### Kapellen

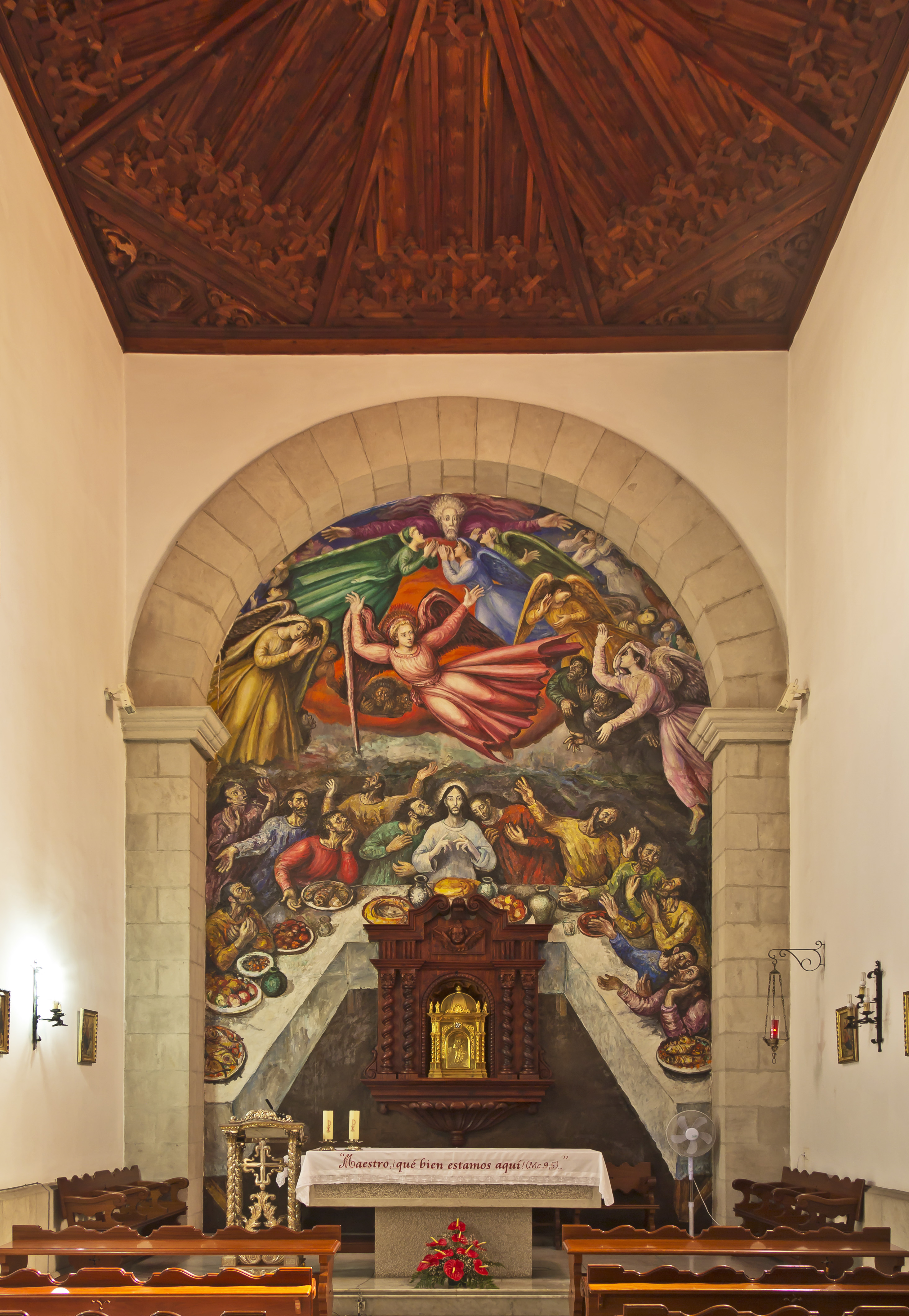
Sakramentskapelle

Die Kapellen, mit Zugang vom rechten Seitenschiff aus, wurden erst nach 1959 errichtet.
- Im rechten Seitenschiff, gegenüber dem Seitenausgang, befindet sich der Zugang zur Sakramentskapelle. Der Durchgang ist mit einem reich geschnitzten Gitter versehen. Die Stirnseite der Kapelle ziert ein Wandbild des letzten Abendmahls.
- Eine weitere Kapelle, die vom rechten Seitenschiff zu erreichen und ebenso durch ein Holzgitter abgetrennt ist, ist die Beichtkapelle mit dem Cristo de la Recociliación des Bildhauers Ricardo Rivera Martínez aus dem Jahr 1936.
- Die Sala de las Velas (Raum der Kerzen) geht in der Nähe des Haupteingangs vom rechten Seitenschiff ab.

### Wandmalerei
Die Wandmalereien der Basilika stammen von José Aguiar García. Der Maler wurde 1895 in Kuba geboren, wuchs aber auf La Gomera auf.
- Das Bild an der Stirnwand des Hauptaltarraums wird von einem Halbrundbogen auf zwei Pilastern eingerahmt, die die volle Breite des Altarraums einnehmen. Im Zentrum befindet sich der Durchblick auf die Kapelle der Jungfrau von Candelaria. Die Maueröffnung schließt mit einem Halbrundbogen auf gewundenen Säulen ab. Die Stuckumrahmung der Öffnung ist vergoldet. Das Wandbild ist in zwei Ebenen gegliedert, die himmlische und die irdische. Im rechten unteren Bereich sind einige Dominikanerbrüder und der Bischof Pérez Cáceres dargestellt.
- An der Stirnseite des linken Seitenschiffes ist eine Szene aus dem Leben des heiligen Pater Anchietas dargestellt. Der Jesuit José de Anchieta (1534–1597) aus San Cristóbal de La Laguna war in Brasilien tätig.
- An der Stirnseite des rechten Seitenschiffes befindet sich eine Darstellung aus dem Leben des heiligen Peter von Betancurt, eines Heiligen, der auf den Kanarischen Inseln geboren wurde. Er wirkte in Guatemala.
- An der oberen Wand im Aufgang zur Altarnische ist befindet sich eine Darstellung der wundersamen Brotvermehrung.
- Die Stirnwand Sakramentskapelle ziert ein Gemälde der Anbetung des Altarssakraments.[7]

### Baustil
Der Baustil der Kirche wird als „Arquitectura regionalista canario“ bezeichnet. Dieser Stil entwickelte sich seit den 1920er Jahren. Ein Ziel der Architekten bestand darin, besondere Merkmale der traditionellen Architektur der Kanarischen Inseln, die auf Renaissance- und Barockgebäude zurückgehen, zu verwenden und hervorzuheben. Bei der Basilika in Candelaria sind dies der Umgang des großen Turms und die Ansätze von Umgängen an den beiden anderen Türmen. Die Dächer wurden nach traditioneller Art mit „Mönch und Nonne“ gedeckt. Die Mauerkanten wurden mit Hausteinen errichtet, während die Mauerflächen wie verputzte Trockenmauern gebaut wurden. Diese Eigenart ist bei der Basilika durch den Anstrich angedeutet. Bei dem Bau aus dem 20. Jahrhundert handelt es sich durchweg um Beton oder Hohlblockziegel. Die Fensterfüllungen, die traditionell aus Holz bestanden, wurden zwar aus Beton gefertigt, aber durch entsprechendes farbliches Absetzen ebenso betont. Im Inneren des Gebäudes zeigt besonders die Gestaltung der Decke den Einfluss des auf den Kanarischen Inseln verbreiteten Mudejarstils. Die bei alten Deckengestaltungen geschnitzten und häufig verschlungenen Muster werden nicht kopiert, sondern aus Zementputz geformt und dann, um jedem „Fälschungsverdacht“ aus dem Weg zu gehen, hellblau und weiß gestrichen. Ähnliches gilt für die Nischen im Altarraum, die mit Celosías geschlossen sind. In der Sakramentskapelle, die vom rechten Seitenschiff abgeht, gibt es eine echte Holzdecke im Mudejarstil, wie sie in vielen alten Kirchen auf den Kanarischen Inseln anzutreffen ist.